# Slap ob Idrijci
Slap ob Idrijci este o localitate din comuna Tolmin, Slovenia, cu o populație de 246 de locuitori.